# Isla Łysa
La isla Łysa (en polaco: Łysa Wyspa; hasta 1945 en alemán: Kahleberg) es el nombre de una isla de Polonia localizada entre el lago Neuwarpersee o Nowowarpieńskie y la laguna de Szczecin. Tiene una extensión de 8 hectáreas (80 000 m²) y se localiza en las coordenadas geográficas 53°44′22″N 14°16′45″E / 53.73944, 14.27917.
La isla es un lugar de nidificación de muchas especies raras de aves de humedales, y perteneció a Alemania hasta el final de la Segunda Guerra Mundial, encontrándose muy cerca de la frontera marítima polaca con ese país, y a 70 m del pueblo de Altwarp.